# 1506 Xosa
Az 1506 Xosa (ideiglenes jelöléssel 1939 JC) a Naprendszer kisbolygóövében található aszteroida. Cyril Jackson fedezte fel 1939. május 15-én, Johannesburgban.